# نورمن اچ. بینس
نورمن هپبورن بینس (انگلیسی: Norman H. Baynes; ۲۹ مهٔ ۱۸۷۷ – ۱۲ فوریهٔ ۱۹۶۱) تاریخ‌نگار انگلیسی در زمینه تاریخ بیزانس بود که کتاب مدافعین فوق‌العاده قسطنطنیه اثر اوست.